# Murray (priimek)
Murray je priimek več oseb:
- George Murray, britanski general
- George David Keith Murray, britanski general
- Horatius Murray, britanski general
- Jim Murray, ameriški igralec
- Terence Desmond Murray, britanski general
- David Murray Murray-Lyon, britanski general